# Ahmed Mohamed ag Hamani
Ahmed Mohamed ag Hamani (Goundam, 1942) fue un político y diplomático de Malí, primer ministro de Malí de 2002 a 2004.  Fue designado para este cargo por Amadou Toumani Touré el 9 de junio de 2002 después de que Touré ganara las elecciones presidenciales. 
Dimitió en abril de 2004 siendo sustituido como primer ministro por Ousmane Issoufi Maïga. Previamente ejerció como embajador del gobierno de Malí en Reino Unido entre 2001 y 2002. 

## Trayectoria
Nació en Goundam, en la región de Tombuctú. Es de origen tuareg. Ingeniero de formación inicia su carrera política durante el régimen de Moussa Traoré.  En enero de 1978 es nombrado ministro de tutela de las Sociedades y Empresas del Estado. En junio de 1979 es nombrado ministro de Información y Telecomunicaciones. Más tarde de manera sucesiva en agosto de 1980 asume el ministerio de Planificación, en diciembre de 1984 el ministerio de Deportes, Artes y Cultura, el ministerio de Transportes y Trabajos Públicos en junio de 1986 hasta enero de 1987.
Inicia la carrera diplomática en los años 90 como embajador en Marruecos, Bélgica, Luxemburgo y la Unión Europea.
El 9 de junio de 2002 el presidente Amadou Toumani Touré le nombra primer ministro y vuelve a ser encargado de formar un nuevo gobierno el 12 de octubre de 2002. Dimite el 28 de abril de 2004 a petición del presidente.
En 2009 creó la Association pour la revalorisation de l'expertise nationale (Arena) reagrupando a antiguos cargos públicos retirados.